# 斯托林
51°53′N 26°51′E / 51.883°N 26.850°E
斯托林是白俄羅斯布列斯特州的城鎮，為斯托林區首府，位於布列斯特州首府布列斯特以東245公里，與烏克蘭邊境接壤，2006年人口12,500人。考古證據表明，該地區早在公元12世紀已有人類定居。

## 外部連結
- Stolin (JewishGen)
- More info and pictures of Stolin
- Photos on Radzima.org
- Stolin Yizkor Book (New York Public Library) - A Memorial to the Jewish Community of Stolin, 1952 (Hebrew) （页面存档备份，存于）
- Views of Stolin （页面存档备份，存于）